# 大柱头冬青
大柱头冬青（学名：Ilex macrostigma）为冬青科冬青属的植物，是中国的特有植物。分布在中国大陆的云南等地，生长于海拔1,700米的地区，一般生长在山坡丛林中和溪边，目前已由人工引种栽培。